# 张志东
张志东（英語：Tony Zhang，1972年—），汉族，广东东莞人，为腾讯创办人之一，曾經为腾讯执行董事和首席技术官，负责专有技术开发，包括即时通信平台以及网上应用系统。
张志东于1993年取得了深圳大学工学士学位，主修计算机及应用，于1996年取得华南理工大学计算机应用及系统架构硕士学位。1999年，张志东等人创立腾讯，现持有QQ号码10002。
张志东在2010年胡润百富榜排名第85位，个人财富100亿。2010年福布斯富豪榜以121亿元身价名列榜单第45名。2011福布斯全球富豪排行榜以20亿美元（131亿人民币）居富豪榜的第595位。福布斯2012全球亿万富豪榜排名719位。福布斯2013全球亿万富豪榜排名554位。2014福布斯华人富豪榜排名40位。以58億美元於2015福布斯华人富豪榜排名41位。2014年，张志东卸任腾讯CTO。他在《福布斯》2019年全球億萬富豪榜中名列第98位，資產達到133億美元。